# Air Ocean Airlines
Air Ocean Airlines — украинская авиакомпания, выполняющая регулярные рейсы. Базируется в аэропорту Жуляны в Киеве. Авиакомпания позиционируется как региональный перевозчик и планирует выполнять внутренние и международные рейсы.

## История
Авиакомпания основана 16 сентября 2020 года. Первый рейс был выполнен 30 октября 2021 года.

## Полёты
С ноября 2021 года авиакомпания выполняет рейсы по следующим направлениям:

#### Регулярные авиарейсы из Киева
- Черновцы
- Харьков
- Львов
- Запорожье

#### Регулярные авиарейсы между регионами Украины

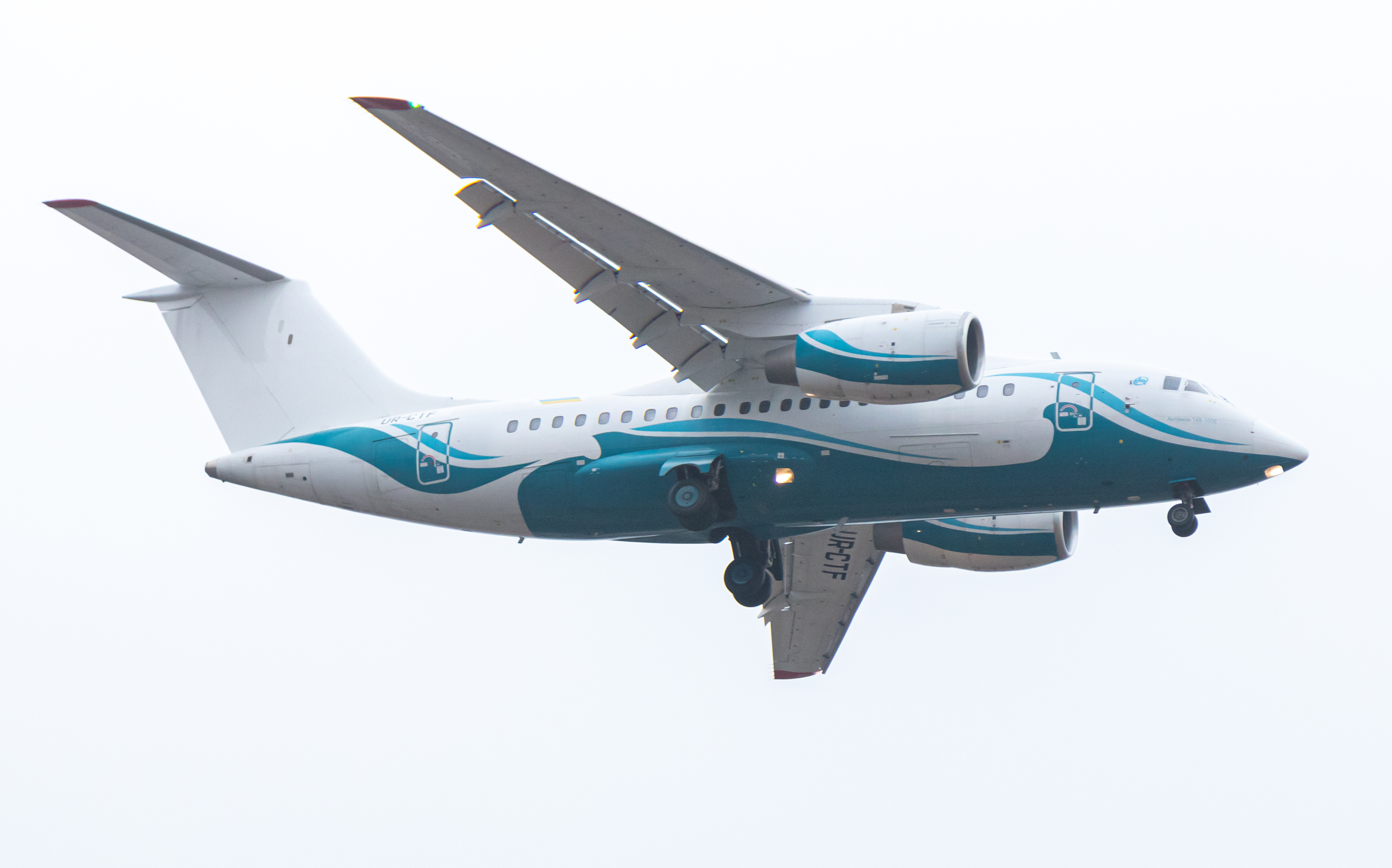
Ан-148 авиакомпании Air Ocean Airlines

Харьков—Львов
Львов—Запорожье

## Флот
По состоянию на ноябрь 2021 года Air Ocean Airlines эксплуатирует следующие самолёты:
| Тип самолёта | Эксплуатируется | Заказано | Число мест | Регистрация   | Примечания                                   |
| ------------ | --------------- | -------- | ---------- | ------------- | -------------------------------------------- |
| Ан-148       | 2               | 2        | 75         | UR-CTF UR-CTC | Ранее эти борты летали в авиакомпании Ангара |
| Всего        | 2               | 2        |            |               |                                              |